# كارل مولفيده
كارل براندان مولفيده (بالألمانية: Carl Brandan Mollweide)‏ (3 فبراير 1774 في فولفنبوتل - 10 مارس 1825 في لايبزيغ) عالم رياضيات وفلك ألماني قام بالتدريس في هاله ولايبزيغ. في حساب المثلثات، اكتشف الصيغة المعروفة باسم صيغة مولفيده. اخترع إسقاط خرائطي يسمى إسقاط مولفيده.